# بی‌‌فایده (ترانه)
«بی‌فایده» (به انگلیسی: No Favors) ترانه‌ای از خواننده رپ آمریکایی بیگ شان است که باهمراهی امینم است که از چهارمین آلبوم استودیویی وی، تصمیم گرفتم در سال ۲۰۱۷ منتشر شد.

## جنجال‌ها
امینم در قسمتی از ترانه، از رئیس‌جمهور وقت دونالد ترامپ نام می‌برد و می‌گوید: «من ضد رئیس‌جمهوری هستم که نمی‌تواند هیچ‌چیز را اداره کند. لعنتی، ترامپ یک عوضی است. من کل برند او را زیر پا می‌گذارم». امینم همچنین از ستاره پاپ آمریکایی، فرگی، بازیگر جیمی لی کرتیس و مفسر محافظه کار سیاسی ان کولتر نام می‌برد.

## گواهی‌نامه
این ترانه دارای گواهی‌نامه پلاتینیوم از انجمن صنعت ضبط موسیقی ایالات متحده آمریکا است.